# 내 생애 최고의 경기
《내 생애 최고의 경기》(영어: The Greatest Game Ever Played)는 미국에서 제작된 빌 팩스턴 감독의 2005년 전기 스포츠 영화이다. 샤이아 러버프 등이 출연하였고, 래리 브레즈너 등이 제작에 참여하였다.

## 출연
- 샤이아 러버프
  - 매슈 나이트
- 스티븐 딜레인
- 피터 퍼스
- 엘리어스 커테이어스
- 스티븐 마커스
- 조시 플리터
- 렌 캐리우
- 페이턴 리스트
- 루크 애스큐
- 마이클 위버
- 마니 맥페일
- 조지 애스프리
- 저스틴 애슈포스
- 로빈 윌콕
- 맥스 캐시
- 조너선 히긴스
- 루크 커비
- 니컬러스 라이트
- 월터 매시
- 제시 래스

## 기타 제작진
- 배역: 메리 게일 아츠, 바버라 코언, 앤드리아 케니언
- 미술: 프랑수아 세갱
- 의상: 러네이 에이프릴